# Le Guilliguy
Le Guilliguy (ou Le Guilligui) est un promontoire dominant le port de Portsall, dans le département du Finistère. Il offre un panorama sur le port de Portsall et sur le grand large.
Utilisé en permanence par les hommes depuis environ 8 000 ans, ce lieu est un petit trésor pour Portsall, apprécié par ses habitants, les touristes et les visiteurs de passage. 
Guilliguy signifierait L'ermitage du petit bois ou Le petit bois de l'ermitage (En vieux breton : killi = « petit bois » ou « bocage » ; guic ou gui = « ermitage »).
Il se trouve sur le chemin du Sentier de grande randonnée 34.
Le site du Guilliguy comporte trois monuments : une allée couverte, un menhir et une croix.

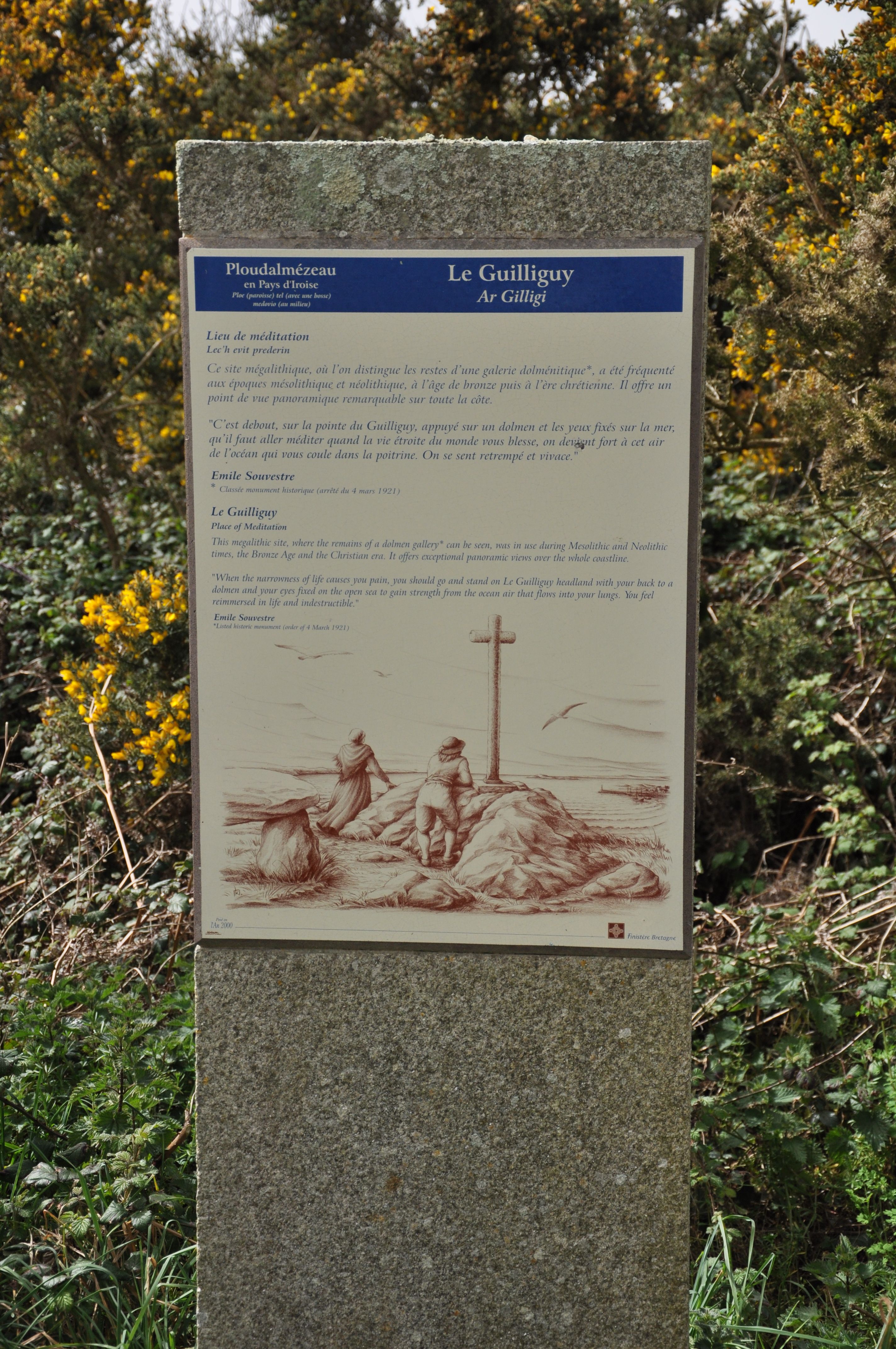
Pancarte touristique sur le Guilliguy

## L'allée couverte

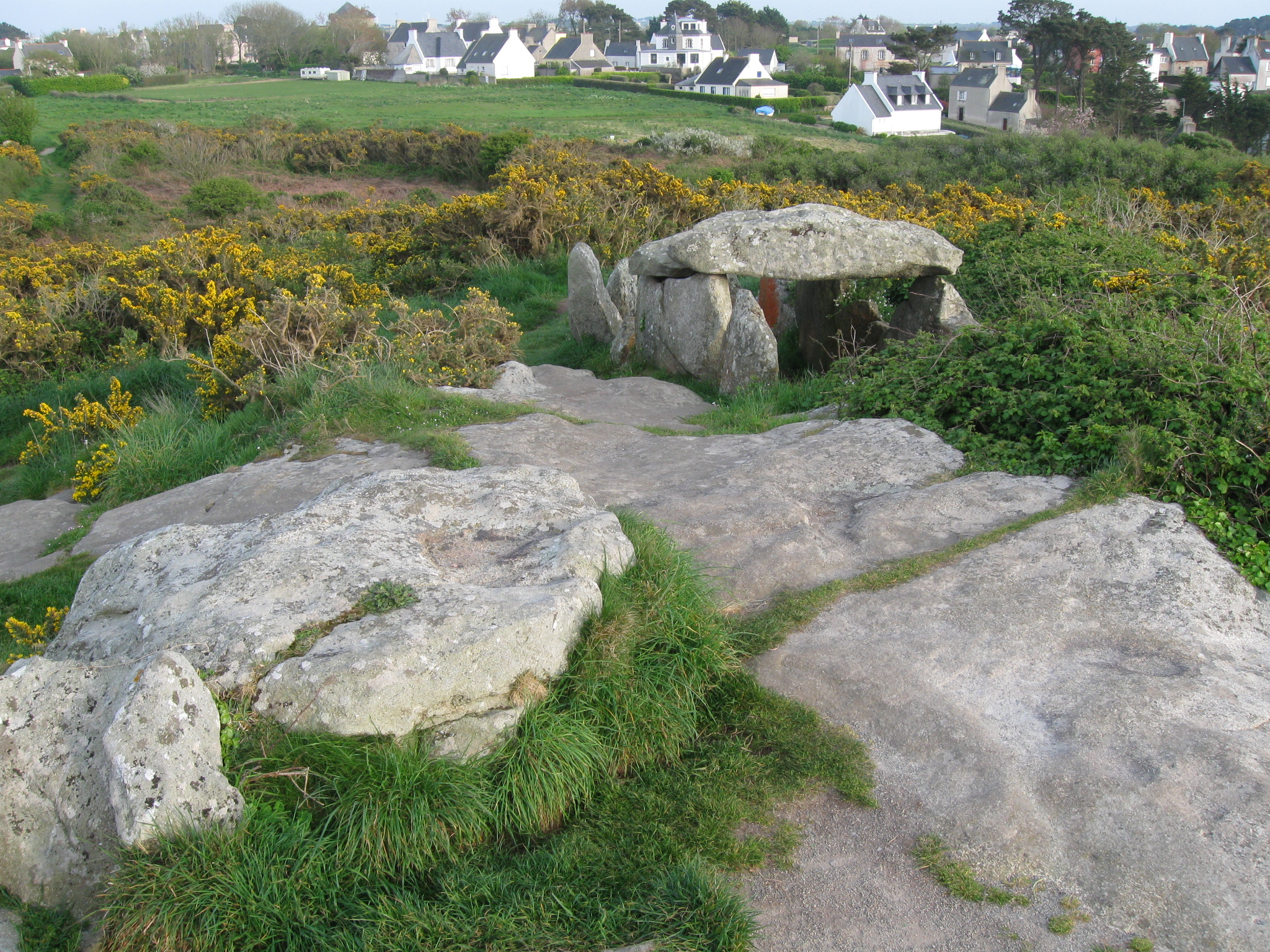
Allée couverte du Guilliguy

Cette allée couverte à entrée latérale a été classée monument historique en 1921. 
Construit il y a plus de 5 000 ans, au Néolithique, ce monument funéraire a abrité des sépultures collectives. Il est composé d'un couloir d'une longueur de quatre mètres, partiellement détruit par la mise en place d'un caveau à l'âge du bronze.
Une chatière permet l'accès à la chambre sépulcrale d'une longueur de 6,6 m. Un compartiment fermé complète le dispositif à l'ouest. Il est inclus dans un tertre ceinturé de pierres fichées verticalement en terre. Le tertre de terre le recouvrant a aujourd'hui disparu. 
Les fouilles effectuées en 1991 et 1992 sous la direction de Michel Le Goffic, archéologue départemental, se sont traduites par des découvertes importantes.
Ces fouilles ont amené la découverte, dans une tranchée de sondage, d'un atelier de taille de microlithes (petites armatures en silex) datant du Mésolithique, soit environ 8 000 ans avant notre ère. La deuxième découverte concerne le Néolithique : le monument  qualifié « d'allée couverte » s'est révélé, après fouille et redressement des pierres, être à entrée latérale, ce qui est moins courant en Bretagne. De plus on a découvert, enfouie à proximité, la pierre ovale qui servait à fermer la chatière, c'est-à-dire l'orifice par lequel on introduisait les corps des défunts à l'intérieur. Dans l'allée couverte des fragments de bols hémisphériques et de vases carénés, et du mobilier en pierre ont été trouvés.
Les fouilles ont encore permis de mettre en évidence le péristalithe qui servait d'appui à la terre et aux pierres recouvrant le dolmen,. 

## Le menhir
D'une hauteur d'1,20 mètre (hors sol), ce menhir se trouve à 50 mètres au sud-est de l'allée couverte. Il fut érigé il y a environ 5 000 ans. À quelques mètres de celui-ci se trouve un petit menhir couché, qui fait une longueur de 1,30 m, largeur 0,50 m pour une épaisseur de 0,50 m.

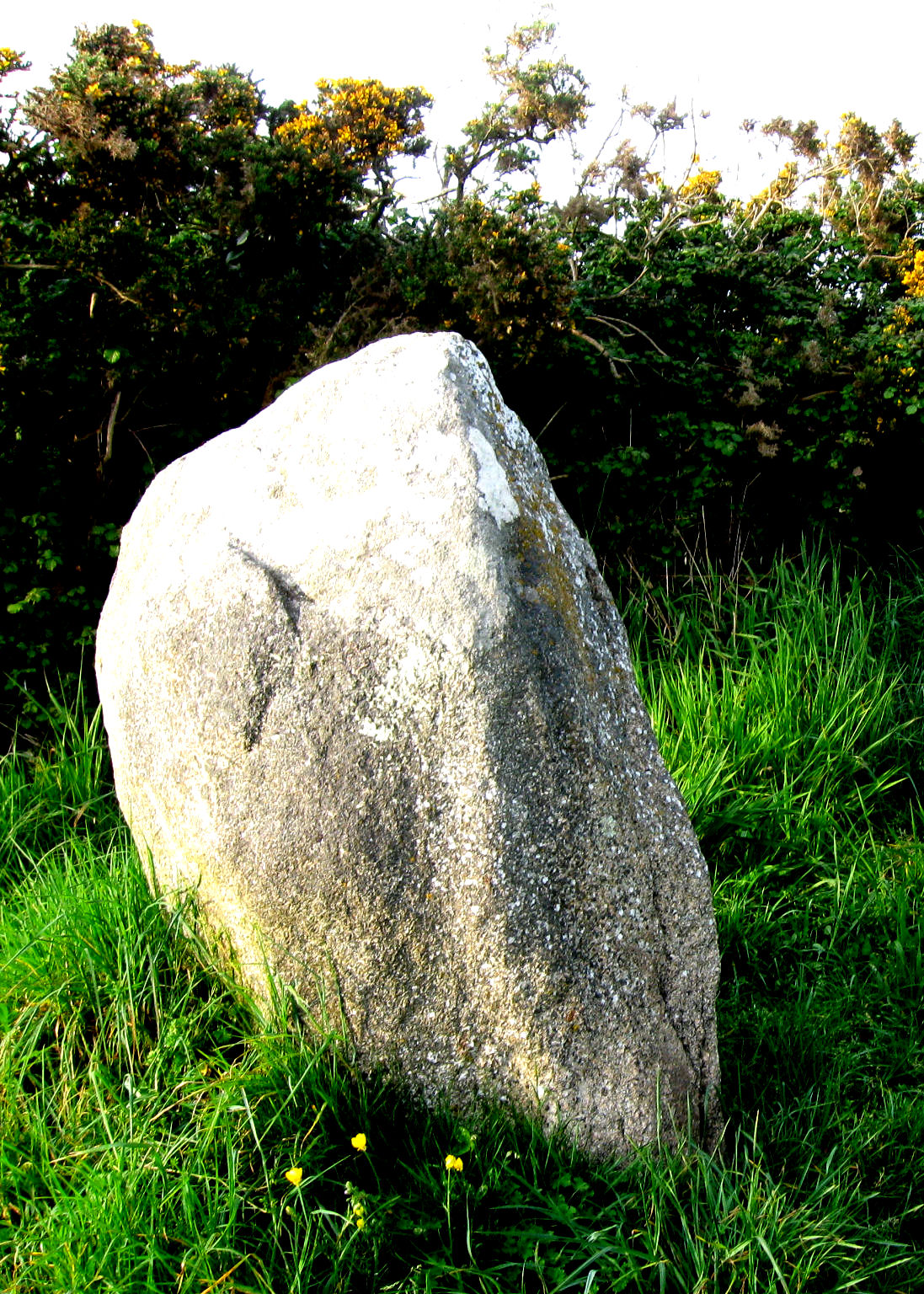

## La croix
La Croix du Guilliguy est une croix monumentale qui date de 1715. Elle a une forme particulière, octogonale à sa base et extrémités, de granit taillé et du plus bel apparat. Elle se dresse sur une hauteur de plus de 4 mètres. 
L'emplacement originel fut situé jusqu'en 1895 dans le cimetière adjacent à la chapelle Saint-Usven (chapelle utilisée jusqu'au début du XVIIIe siècle et détruite plus tard), se trouvant dans le contrebas sud du site. La croix, dernier vestige de cet ensemble paroissial, a été déplacée au sommet du promontoire en 1895.

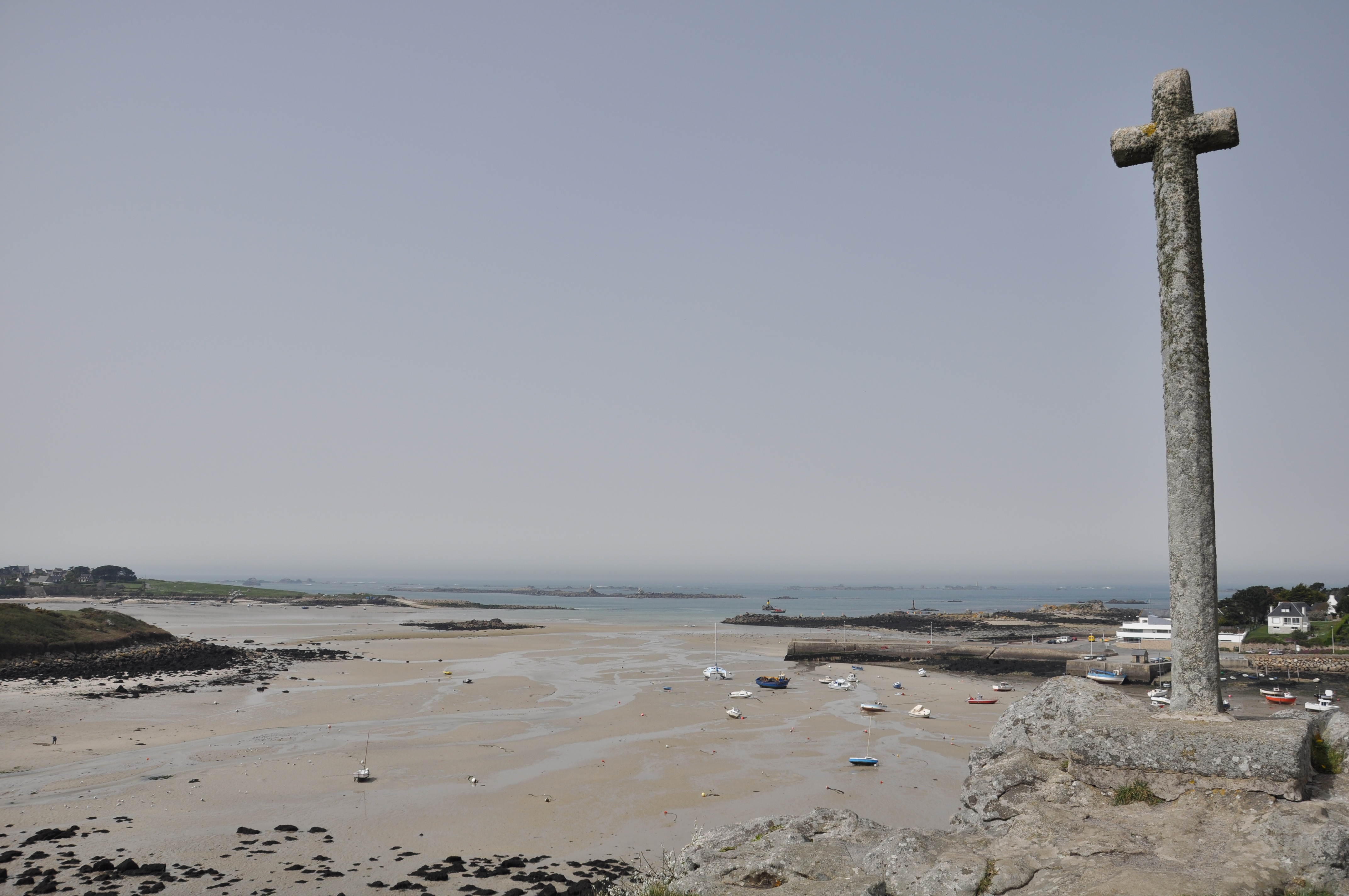